# Kurt Feldt
Kurt Feldt (Schmentau, 22 november 1887 - West-Berlijn, 11 maart 1970) was een Duits General der Kavallerie tijdens de Tweede Wereldoorlog. Hij was onder andere de commandant van de Duitse troepen tijdens de Slag om de Afsluitdijk. Hij diende na de Slag om Frankrijk in het oosten, als onderdeel van Operatie Barbarossa.

## Biografie
Feldt ging in 1908 bij de Duitse cavalerie. Tijdens de Eerste Wereldoorlog en het Interbellum diende hij in de 1. Kavalleriedivision. Aan het begin van de Tweede Wereldoorlog was hij commandant van de divisie. In het begin van de oorlog was hij actief in verschillende campagnes en veldslagen. De bekendste actie van zijn eenheid was de deelname aan de invasie van Nederland, in mei 1940, en met name het gevecht om de Afsluitdijk. Deze slag, die voornamelijk werd bevochten rondom de kazematten bij Kornwerderzand, zou een van de weinigen zijn die de Duitsers tijdens hun campagne in West-Europa verloren.
In juni 1940 nam de divisie onder zijn bevel het Franse plaatsje Saumur in, waar het hoofd van de Franse cavalerie gevestigd was, alsook het bekende dressuurteam Cadre Noir.
Later, in 1942, werd de 1. Kavallerie-Divsion omgevormd tot de 24. Panzer-Division (24e Pantserdivisie). Hij werd de bevelhebber van de afdeling Süd-West en commandant van het Militärverwaltungsbezirk B (militaire administratie B) (Angers). In 1944 vocht hij in Frankrijk en België tegen de oprukkende geallieerden, maar werd in mei 1945 gevangengenomen door Britse troepen. Hij werd vastgehouden tot 1947. Hij overleed op 11 maart 1970, op 82-jarige leeftijd, in Berlijn. Hij was gedecoreerd met onder andere het Ridderkruis van het IJzeren Kruis.

## Militaire loopbaan
- Fahnenjunker-Unteroffizier: 20 februari 1909[2][1]
- Fähnrich: 16 juli 1909[2][1]
- Leutnant: 22 maart 1910[2][1]
- Oberleutnant: 25 februari 1915[2][1]
- Rittmeister: 18 juni 1917[2][1]
- Major: 1 november 1930[2][1]
- Oberstleutnant: 1 mei 1934[2][1]
- Oberst:1 april 1936[2][1]
- Generalmajor: 1 februari 1940[2][1]
- Generalleutnant: 1 februari 1942[2][1]
- General der Kavallerie: 1 februari 1944[2][1]

## Decoraties
- Ridderkruis van het IJzeren Kruis op 23 augustus 1941 als Generalmajor en Commandant van het 1. Kavallerie-Division[2][3][4][1]
- IJzeren Kruis 1914, 1e Klasse en 2e Klasse[5][1]
- Erekruis voor Frontstrijders in de Wereldoorlog[2][1]
- Herhalingsgesp bij IJzeren Kruis 1939, 1e Klasse en 2e Klasse[2][1]
- Dienstonderscheiding van Leger en Marine (Duitsland) voor (25 dienstjaren)[1]